# Championnat des îles Cook de football 2011
Navigation
Saison précédente Saison suivante
La saison 2011 du Championnat des îles Cook de football est la soixante-deuxième édition du championnat de première division aux Îles Cook. Les sept meilleurs clubs de Roratanga sont regroupés au sein d'une poule unique, la Round Cup, où ils s'affrontent une fois au cours de la saison. Il n’y a ni promotion, ni relégation en fin de saison.
C'est le Tupapa Maraerenga FC, tenant du titre, qui est à nouveau sacré champion des îles Cook cette saison après avoir terminé invaincu en tête du classement final, avec un seul point d’avance sur Nikao Sokattack FC. C'est le neuvième titre de champion des îles Cook de l’histoire du club.
Cette édition est historique puisque pour la première fois dans l’histoire du football cookien, une formation va représenter le pays lors d’une compétition internationale. En effet, le champion des Îles Cook obtient son billet pour la prochaine édition de la Ligue des champions de l'OFC.

## Les clubs participants
- Nikao Sokattack FC
- Tupapa Maraerenga FC
- Arorangi FC
- Avatiu FC
- Takuvaine FC
- Matavera FC
- Titikaveka FC

## Compétition

### Classement
Le barème utilisé pour établir le classement est le suivant :
- Victoire : 3 points
- Match nul : 1 point
- Défaite : 0 point

| Rang | Équipe                | Pts | J  | G  | N | P  | Bp | Bc | Diff |
| ---- | --------------------- | --- | -- | -- | - | -- | -- | -- | ---- |
| 1    | Tupapa Maraerenga FCT | 32  | 12 | 10 | 2 | 0  | 55 | 6  | +49  |
| 2    | Nikao Sokattack FC    | 31  | 12 | 10 | 1 | 1  | 40 | 8  | +32  |
| 3    | Takuvaine FC          | 16  | 12 | 5  | 1 | 6  | 20 | 26 | -6   |
| 4    | Titikaveka FC         | 14  | 12 | 4  | 2 | 6  | 15 | 39 | -24  |
| 5    | Arorangi FC           | 14  | 12 | 4  | 2 | 6  | 13 | 26 | -13  |
| 6    | Avatiu FC             | 9   | 12 | 2  | 3 | 7  | 12 | 29 | -17  |
| 7    | Matavera FC           | 4   | 12 | 1  | 1 | 10 | 7  | 28 | -21  |

|  | Qualification pour la Ligue des champions de l'OFC 2012-2013 |
|  | T : Tenant du titre                                          |

### Matchs
| Résultats (▼dom., ►ext.) | Aro | Ava | Mat | Nik | Tak | Tit | Tup  |
| Arorangi FC              |     | 1-3 | 2-1 | 0-2 | 3-1 | 3-2 | 0-3  |
| Avatiu FC                | 0-0 |     | 2-1 | 1-2 | 1-1 | 1-2 | 1-5  |
| Matavera FC              | 0-1 | 3-0 |     | 1-2 | 0-1 | 0-1 | 1-11 |
| Nikao Sokattack FC       | 5-2 | 5-0 | 2-0 |     | 2-1 | 9-0 | 2-2  |
| Takuvaine FC             | 6-0 | 2-0 | 1-0 | 0-4 |     | 2-3 | 1-4  |
| Titikaveka FC            | 2-0 | 2-2 | 1-1 | 0-5 | 2-4 |     | 0-9  |
| Tupapa Maraerenga FC     | 1-1 | 5-1 | 4-0 | 1-0 | 7-0 | 3-0 |      |

## Bilan de la saison
| Championnat des îles Cook de football 2011 |                                 |
| Champion                                   | Tupapa Maraerenga FC (9e titre) |
| Coupes et trophées                         |                                 |
| Vainqueur de la Coupe des îles Cook 2011   | Nikao Sokattack FC              |
| Qualifications continentales               |                                 |
| Ligue des champions de l'OFC 2012-2013     | Tupapa Maraerenga FC            |
| Promotions et relégations                  |                                 |
| Promus en Round Cup                        | Aucun                           |
| Relégués                                   | Aucun                           |